# Jim Abbiss
Jim Abbiss é um produtor musical britânico, mais conhecido por seu trabalho em gravações desde 1986, incluindo os Arctic Monkeys Mercury Music Prize vencedoras álbum de estreia, Whatever People Say I Am, That's What I'm Not, e em dois dos álbuns de Adele, 19 e 21.